# San Valentino in Abruzzo Citeriore
San Valentino in Abruzzo Citeriore község (comune) Olaszország Abruzzo régiójában, Pescara megyében.

## Fekvése
A megye déli részén fekszik. Határai: Abbateggio, Bolognano, Caramanico Terme és Scafa.

## Története
Első említése a 11. századból származik. A következő századokban nemesi birtok volt. Önálló községgé a 19. század elején vált, amikor a Nápolyi Királyságban felszámolták a feudalizmust. 1984-ben egy földrengés korabeli épületeinek nagy részét elpusztította.

## Népessége
A népesség számának alakulása:

## Főbb látnivalói
- Palazzo Farnese
- San Rocco-templom
- San Nicola-templom
- San Donato-templom
- Madonna della Croce-templom
- SS. Valentino e Damiano-templom
- Sant’Antonio-templom